# 贝德马里加尔希耶斯
贝德马里加尔希耶斯，是西班牙安达卢西亚自治区哈恩省的一个市镇。总面积119平方公里，总人口3246人（2001年），人口密度27人/平方公里。